# Histoires courtes de Lucky Luke
Les Histoires courtes de Lucky Luke sont des récits de la bande dessinée Lucky Luke dessinés et écrits — ou coécrits — par Morris.
Ils ont été principalement publiés dans les journaux Spirou, Le Moustique,  Risque-Tout, Le Point, Super Pocket Pilote, Lucky Luke, Pif Gadget, VSD, Les Cahiers de la bande dessinée et Télé-Junior.

## Lucky Luke et son cheval Jolly Jumper
Deux gags d'une page chacun, publiés pour la première fois dans Spirou n° 503 et n° 504. Le premier gag raconte comment Lucky Luke arrive à dresser des chevaux en leur donnant de l'avoine, mais son cheval lui fait une farce.
Le second montre une ruse de Lucky Luke pour vider un hôtel pour passer une nuit tranquille en faisant croire aux clients qu'il a trouvé de l'or.

## Lucky Luke et Pilule
Dix-huitième histoire de la série Lucky Luke par Morris. Elle est publiée pour la première fois en 1954 du no 1508 au no 1516 du journal Le Moustique.
Lucky Luke raconte l'histoire légendaire du nouveau shérif Pilule. Un étranger chétif et pas courageux qui est la risée de toute la ville, va malgré lui réussir, avec beaucoup de chance, à faire le ménage en ville et devenir le nouveau shérif et être respecté. La morale de cette histoire est que les apparences sont trompeuses.

## Grabuge à Pancake Valley
Vingtième histoire de la série Lucky Luke de Morris, elle est publiée pour la première fois en 1955 dans le journal Risque-Tout no 5, puis dans l'album La Ballade des Dalton et autres histoires. Elle apparaît aussi dans l'album L'Univers de Morris.
Lucky Luke est très énervé car il enquête sur la disparition de son cheval. Heureusement tout ceci n'est qu'un cauchemar !

## Lucky Luke et Androclès
Vingt-et-unième histoire de la série Lucky Luke de Morris sur un scénario de son frère, Louis De Bevere. Elle est publiée pour la première fois en 1956 dans le journal Risque-Tout no 11. Elle apparaît aussi dans l'album L'Univers de Morris.
C'est la fête à Racoon Bay. Mais Androclès, un acteur déguisé en ours, a disparu de sa scène pour boire un whisky en cachette et Lucky Luke propose à sa femme de le ramener. Mais la méprise n'est pas loin...

## Sérénade à Silvertown
Gag d'1 page publié pour la première fois en 1956 dans Spirou n° 930puis dans l'album L'Univers de Morris.

## Voleurs de chevaux
Vingt-quatrième histoire de la série Lucky Luke de Morris. Elle est publiée pour la première fois en 1956 dans le journal Risque-Tout no 49. Elle apparaît aussi dans l'album L'Univers de Morris sous le titre Lucky Luke et Jolly Jumper dans Voleurs de chevaux.

## Lucky Luke se défoule
Gag d'1 page publié en 1966 dans le journal Le Point n° 4.

## Le Chemin du crépuscule
Quarante-sixième histoire de la série Lucky Luke de Morris et René Goscinny. Elle est publiée pour la première fois en 1966 dans le journal Spirou no 1482 bis. Elle apparaît aussi dans l'album L'Univers de Morris.

## Défi à Lucky Luke
Cinquantième histoire de la série Lucky Luke de Morris et René Goscinny. Elle est publiée pour la première fois dans le journal Super Pocket Pilote no 1 puis dans La Bataille du riz, album offert par le réseau Total en 1972.

## Promenade dans la ville
Cinquante-troisième histoire de la série Lucky Luke de Morris et René Goscinny. Elle est publiée pour la première fois dans le journal Super Pocket Pilote no 3 puis dans La Bataille du riz, album offert par le réseau Total en 1972.

## Le desperado à la dent de lait
Soixante-et-unième histoire de la série Lucky Luke de Morris et René Goscinny. Elle est publiée pour la première fois en 1974 dans le journal Lucky Luke no 1 puis dans l'album 7 histoires de Lucky Luke.
Un fermier demande à Lucky Luke d'amener son Johnny fils chez le dentiste à Sleepy Gulch. Néanmoins, il aura des problèmes à gérer en cours de route.

## L'Hospitalité de l'Ouest
Soixante-deuxième histoire de la série Lucky Luke de Morris et René Goscinny. Elle est publiée pour la première fois en 1974 dans le journal Lucky Luke no 2 puis dans l'album 7 histoires de Lucky Luke.
Lucky Luke demande l'hospitalité à des fermiers qui lui demandent, avec leurs voisins, de participer à l'élection de la plus belle fille des deux familles. Mais de nombreuses disputes durent toute la nuit et empêchent Luke de dormir, étant mêlés à chaque fois et repart très fatigué au matin.

## Maverick
Soixante-troisième histoire de la série Lucky Luke de Morris et René Goscinny. Elle est publiée pour la première fois en 1974 dans le journal Lucky Luke no 3 puis dans l'album 7 histoires de Lucky Luke.
Maverick est un veau errant, que se disputent deux fermiers. Lucky Luke tente de les départager. Mais les indiens attaquent. Ils sont néanmoins sauvés par la cavalerie prévenue par le veau, ce dernier devenant officiellement la mascotte officielle de la cavalerie.

## L'Égal de Wyatt Earp
Soixante-quatrième histoire de la série Lucky Luke de Morris et René Goscinny. Elle est publiée pour la première fois en 1974 dans le journal Lucky Luke no 4 puis dans l'album 7 histoires de Lucky Luke.
Louella Jingle refuse d'épouser Leroy Blastwater s'il ne devient pas shérif de Chestnut Town. Mais il est tellement maladroit au tir qu'il a peu de chance d'y arriver. Lucky Luke va l'aider.

## Le Colporteur
Soixante-cinquième histoire de la série Lucky Luke de Morris et René Goscinny. Elle est publiée pour la première fois en 1974 dans le journal Lucky Luke no 5 puis dans l'album 7 histoires de Lucky Luke.
Lucky Luke fait un bout de chemin avec un colporteur lorsqu'ils sont attaqués par des Indiens.

## Passage dangereux
Soixante-sixième histoire de la série Lucky Luke de Morris et René Goscinny. Elle est publiée pour la première fois en 1974 dans le journal Lucky Luke no 6 puis dans l'album 7 histoires de Lucky Luke.
Un couple de pionniers est décidé à aller vers l'Ouest, mais leur chemin est barré par un torrent. Lucky Luke va les aider à traverser. Mais une fois de l'autre côté, le couple prend peur en apprenant l'existence des indiens hostiles et demandent à Lucky Luke de retraverser.

## Sonate en colt majeur
Soixante-septième histoire de la série Lucky Luke de Morris et René Goscinny. Elle est publiée pour la première fois en 1974 dans le journal Lucky Luke no 7 puis dans l'album 7 histoires de Lucky Luke.
Robert Flaxhair, pianiste de saloon à Nothing Gulch, est invité à jouer du Mozart, son idole, au théâtre de Houston. Mais le trac le paralyse complètement. Lucky Luke va l'aider.

## Un amour de Jolly Jumper
Soixante-treizième histoire de la série Lucky Luke de Morris et Greg. Elle est publiée pour la première fois en 1978 dans le journal Spirou no 2117  puis dans l'album La Ballade des Dalton et autres histoires.

## L'École des shérifs
Soixante-quatorzième histoire de la série. Les dessins et le scénario sont du studio Dargaud. Elle est publiée pour la première fois dans l'album format 16/22 no 43 en 1978, puis dans le journal Pif Gadget no 506 en 1978 sous le titre Les Apprentis shérifs puis dans l'album La Ballade des Dalton et autres histoires.

## La Corde du pendu
Soixante-quinzième histoire de la série Lucky Luke de Morris et Vicq. Elle est publiée pour la première fois en 1979 du no 84 au no 87 du journal VSD, puis dans la même année dans le journal Spirou no 2172 et puis dans l'album La Corde du pendu et autres histoires.

## Le Justicier
Soixante-seizième histoire de la série Lucky Luke de Morris et De Groot. Elle est publiée pour la première fois en 1979  du no 88 au no 91 du journal VSD,, puis dans l'album La Corde du pendu et autres histoires.

## Paradise Gulch
Soixante-dix-huitième histoire de la série Lucky Luke de Morris. Elle est publiée pour la première fois en 1980  dans l'album Les Cahiers de la bande dessinée, n° 43. Elle apparaît aussi dans l'album L'Univers de Morris.

## La Mine du chameau
Soixante-dix-neuvième histoire de la série Lucky Luke de Morris. Elle est publiée pour la première fois en 1980 dans le journal Spirou no 2214 puis dans l'album La Corde du pendu et autres histoires.

## Les Dalton prennent le train
Quatre-vingtième histoire de la série Lucky Luke de Morris. Elle est publiée pour la première fois en 1980 dans le journal Spirou no 2218 puis dans l'album La Corde du pendu et autres histoires.
Les Dalton, encore en cavale, décident d'attaquer les trains. Lucky Luke va les capturer encore une fois.

## Règlement de comptes
Quatre-vingt-deuxième histoire de la série Lucky Luke de Morris. Scénario de Martin Lodewijk. Elle est publiée pour la première fois en 1981 dans Télé-Junior no 49 puis en 1982 dans l'album La Corde du pendu et autres histoires.

## Un Lapon au Canada
Quatre-vingt-troisième de la série Lucky Luke de Morris. Elle est publiée pour la première fois en 1981 dans Télé-Junior no 51 puis en 1988 dans l'album L'Univers de Morris puis en 1990 dans Pif Gadget no 1125.

## Li-Chi's story
Quatre-vingt-quatrième histoire de la série Lucky Luke de Morris. Elle est publiée pour la première fois en 1981 dans Télé-Junior no 53 puis est publiée en 1982 dans l'album La Corde du pendu et autres histoires.

## La Bonne parole
Quatre-vingt-cinquième histoire de la série Lucky Luke de Morris. Elle est publiée en 1982 dans l'album La Corde du pendu et autres histoires.
Lucky Luke rencontre un pasteur prêchant la Bonne parole sur un territoire d'indiens hostiles...

## Vas-y, Ran tan plan!
Cent-unième histoire de la série Lucky Luke de Morris. Elle est publiée en 1988 dans l'album  L'Univers de Morris.

## Conte de Noël
Cent vingtième histoire de la série Lucky Luke. Elle est publiée pour la première fois en 2014 du no 4000 aux no 4001-4002 du journal Spirou.